# スー・チーin ミスター・パーフェクト
『スー・チーin ミスター・パーフェクト』（原題：奇逢敵手、英題：Looking for Mr. Perfect）は、2003年の香港・マレーシアの合作映画。
アクション色の強いリンゴ・ラム監督が久々にメガホン撮った本格コメディ・アクション映画。日本では劇場未公開でVHS&DVD発売された。

## あらすじ
女刑事シュリーンは、仕事熱心な反面、恋には不器用である。
ある日、モデルで親友のジョイとバカンスでマレーシアのリゾート地に出かけたシュリーンは、ジョイの仕事の関係者というボビーという男に出会う。シュリーンは彼が夢によく出てくる理想的な男性にそっくりである事から彼に好意を寄せるが、ボビーは実は巡航ミサイルシステムの密売人だった。
ミサイルの買い手プーンの身辺を探る私立探偵アレックスは、情報を得るため身分を偽ってシュリーンに近づくが…。 

## キャスト
※括弧内は日本語吹替
- シュリーン - スー・チー（雨蘭咲木子）
- アレックス - アンディ・オン（土田大）
- プーン - サイモン・ヤム（中村秀利）
- ボビー・チャン - ラム・シュー（茶風林）
- ワー - ホイ・シウホン（辻親八）
- ジョイ - イザベル・チャン
- ハイザァイ - チャップマン・トウ
- リチャード - デヴィッド・ウー（高宮俊介）

## スタッフ
- 監督・脚本：リンゴ・ラム
- 製作総指揮：キャサリン・チャン
- 製作：ジョニー・トー
- 脚本：マイケル・クリストファー・キャシー
- 撮影：ロス・W・クラークソン
- 音楽：ロジャー・ワン
- 特撮：スティーブン・マー